# Pudr a benzín
Pudr a benzín je česká filmová komedie Jindřicha Honzla z roku 1931. Písničkový film představuje policistu Jana Wericha a taxikáře Jiřího Voskovce, kteří usilují o známou herečku a snaží se ji pobavit na výletě.

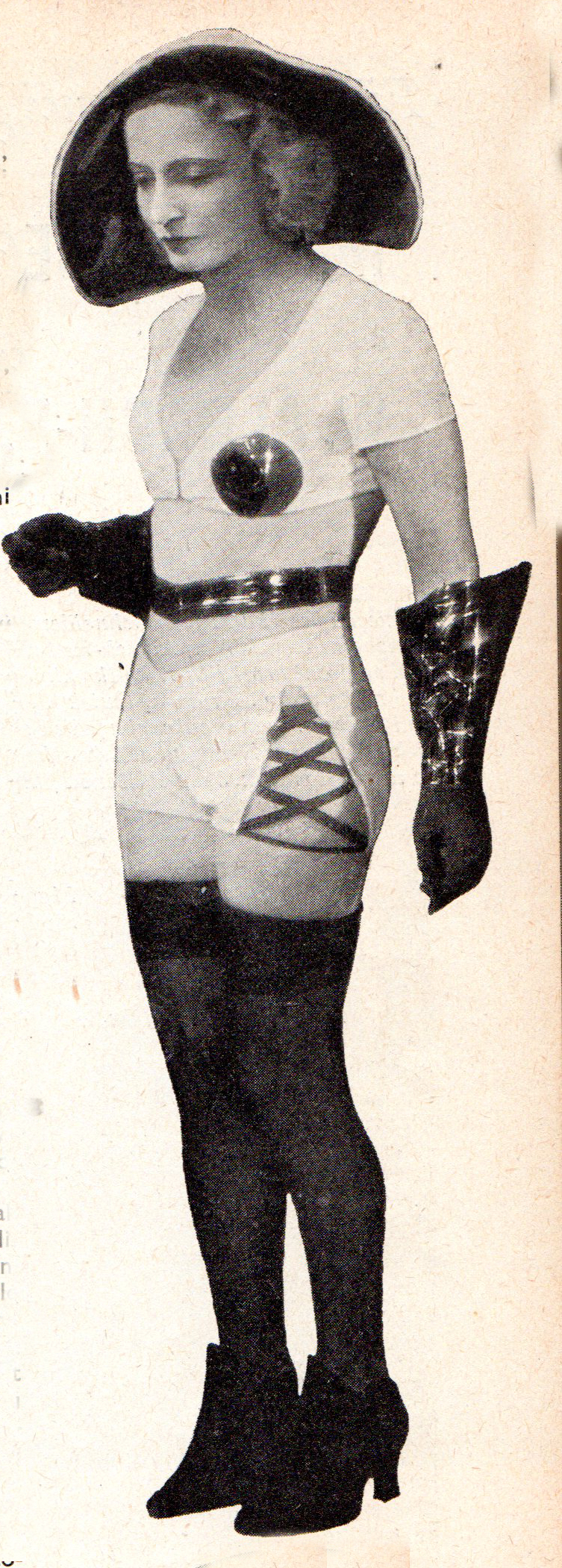
Ella Šárková ve filmu Pudr a benzin (1931)

## Základní údaje
- Námět: Jan Werich, Jiří Voskovec
- Scénář: Jan Werich, Jiří Voskovec, Jindřich Honzl
- Hudba: Jaroslav Ježek
- Kamera: Václav Vích
- Režie: Jindřich Honzl
- Hrají: Jan Werich, Jiří Voskovec, Ella Šárková, Bohuš Záhorský, Josef Skřivan, Josef Plachý-Tůma, Miloš Nedbal, Joe Jenčík
- Další údaje: černobílý, 94 min, komedie
- Výroba: VAW, 1931

## Zajímavost
Představitelka hlavní role Ella Šárková získala doporučení k Voskovci a Werichovi, kteří hledali představitelku dívčí role ve filmu Pudr a benzin, díky náhodném setkání s režisérem Karlem Dostalem v lázních Sliač . Tím zahájila svoji filmovou kariéru, ve které vytvořila přes 30 rolí.